# Тічі (Північна Кароліна)
Тічі (англ. Teachey) — місто (англ. town) в США, в окрузі Даплін штату Північна Кароліна. Населення — 448 осіб (2020).

## Географія
Тічі розташоване за координатами 34°46′11″ пн. ш. 78°0′27″ зх. д. / 34.76972° пн. ш. 78.00750° зх. д. (34.769697, -78.007500).  За даними Бюро перепису населення США в 2010 році місто мало площу 2,40 км², уся площа — суходіл. В 2017 році площа становила 2,63 км², уся площа — суходіл.

## Демографія
Згідно з переписом 2010 року, у місті мешкало 376 осіб у 144 домогосподарствах у складі 104 родин. Густота населення становила 156 осіб/км².  Було 188 помешкань (78/км²).
Расовий склад населення:
| - 44,9 % — білих - 41,5 % — чорних або афроамериканців - 3,5 % — азіатів - 0,3 % — корінних американців - 9,6 % — осіб інших рас |

До двох чи більше рас належало 0,3 %. Частка іспаномовних становила 18,4 % від усіх жителів.
За віковим діапазоном населення розподілялося таким чином: 25,5 % — особи молодші 18 років, 63,1 % — особи у віці 18—64 років, 11,4 % — особи у віці 65 років та старші. Медіана віку мешканця становила 33,0 року. На 100 осіб жіночої статі у місті припадало 91,8 чоловіків;  на 100 жінок у віці від 18 років та старших — 85,4 чоловіків також старших 18 років.
Середній дохід на одне домашнє господарство  становив 46 557 доларів США (медіана — 33 125), а середній дохід на одну сім'ю — 51 301 долар (медіана — 53 125). Медіана доходів становила 43 036 доларів для чоловіків та 25 625 доларів для жінок. За межею бідності перебувало 15,5 % осіб, у тому числі 7,4 % дітей у віці до 18 років та 14,3 % осіб у віці 65 років та старших.
Цивільне працевлаштоване населення становило 148 осіб. Основні галузі зайнятості: освіта, охорона здоров'я та соціальна допомога — 23,0 %, виробництво — 16,9 %, роздрібна торгівля — 12,2 %, мистецтво, розваги та відпочинок — 10,1 %.